# Eggther (astronomia)
Eggther è un satellite naturale irregolare del pianeta Saturno.

## Storia
È un satellite naturale di Saturno e venne scoperto da Scott S. Sheppard, David Jewitt e Jan Kleyna il 7 ottobre 2019 in base alle osservazioni effettuate tra il 12 dicembre 2004 e il 21 marzo 2007.
Eggther ha un diametro di 6 km ed orbita attorno a Saturno ad una distanza media di 19,777 × 109 m in 1033 giorni, con un'inclinazione di circa 167° rispetto all'equatore di Saturno; ha inoltre un'eccentricità di 0,120.
Il satellite ha ricevuto la denominazione definitiva nell'agosto del 2022 con riferimento a Eggthér, un gigante della mitologia norrena. L'oggetto era precedentemente noto mediante la designazione provvisoria S/2004 S 27, assegnata dall'Unione Astronomica Internazionale.

## Parametri orbitali
Il satellite è caratterizzato da un movimento retrogrado. Per le caratteristiche dei suoi parametri è considerato un membro del Gruppo Nordico.